# تهامی الکلاوی
تَهامی بن محمّد مِزواری کلِاوی/جِلاوی همچنین شهرت‌یافته در میان انگلیسی‌زبانان به لُردِ اطلس (۱۸۷۹–۲۳ ژانویه ۱۹۵۶) پاشای مراکش (۱۹۱۲–۱۹۵۶) و رهبر قبیلهٔ کلاوه در کوهستان اطلس بزرگ بود. 